# Épopée des ténèbres
L'épopée des ténèbres (chinois simplifié : 黑暗传 ; chinois traditionnel : 黑暗傳 ; pinyin : hēi àn zhuàn), est une collection de contes et légendes en poème épique conservé par la population du district forestier de Shennongjia, à l'ouest de la province du Hubei, en Chine.

## Description
Il est composé de mythes chinois sur la création du monde, dont la naissance de Pangu, et daterait de l'époque de la Dynastie Tang.